# 俞時及
俞時及（1517年—？），字伯雨，號濛泉，浙江紹興府新昌縣人，明朝政治人物。

## 生平
嘉靖二十五年丙午科浙江鄉試第二十一名舉人。嘉靖二十六年（1547年）中式丁未科進士。吏部觀政，授長洲縣知縣，改徽州府学教授，升国子监丞，歷任刑部广东清吏司主事、壽州同知、四川顺庆府通判。著有《大学古本就正录》等。

## 家族
曾祖俞鐸，左布政使，正奉大夫正治卿；祖父俞溥，贈監察御史；父俞集，河南道監察御史。前母呂氏（贈孺人）；母范氏（封孺人）。子斗冈。